# Chrysler Executive
La Executive è un'autovettura full-size prodotta dalla Chrysler dal 1983 al 1986. È stata offerta solo in versione limousine quattro porte.

## Storia
La Executive, in sostanza, era la versione allungata della Chrysler LeBaron e fu messa in commercio in seguito alla forte crescita del mercato delle limousine. La Executive e la Cadillac Serie 75 furono le uniche due limousine in commercio sul mercato statunitense a metà degli anni ottanta. La Executive prodotta in serie fu preannunciata da due prototipi costruiti nel 1982. Sebbene completi e perfettamente funzionanti, vennero utilizzati solo per fini commerciali.
La Executive era offerta in due versioni che differivano dal passo. La Executive Sedan era la versione cinque posti da 3.175 mm di passo, mentre la Executive Limousine era in grado di trasportare sette passeggeri ed aveva un passo di 3.325 mm. La prima versione citata fu prodotta dal 1983 al 1984, mentre la seconda dal 1983 al 1986. Tutte le Executive nacquero da modifiche effettuate dall'American Specialty Cars su delle LeBaron. Gli interni erano disponibili in tessuto o pelle blu oppure in tessuto grigio. La selleria in pelle iniziò ad essere offerta dal 1984.
Inizialmente l'unico motore offerto era un quattro cilindri in linea da 2,6 L di cilindrata. Dal 1986 fu offerto un quattro cilindri in linea sovralimentato da 2,2 L. Entrambi i motori erano accoppiati ad un cambio automatico a tre rapporti.
La Executive Sedan era semplicemente una LeBaron allungata e dotata di una consolle centrale, mentre la Executive Limousine aveva anche un pannello in vetro che divideva la zona dell'abitacolo occupata dai passeggeri anteriori da quella che ospitava i passeggeri posteriori. Entrambe possedevano un equipaggiamento piuttosto lussuoso. La Executive fu aggiornata nel 1984, nel 1985 e nel 1986, dopo di cui uscì di produzione.

## Dati produttivi
| Anno | Executive Limousine | Executive Sedan |
| ---- | ------------------- | --------------- |
| 1982 | 1                   | 1               |
| 1983 | 2                   | 9               |
| 1984 | 594                 | 196             |
| 1985 | 759                 | -               |
| 1986 | 138                 | -               |